# Ambasciatore d'Italia in Belgio
L'ambasciatore d'Italia in Belgio (in francese ambassadeur d'Italie en Belgique, in olandese ambassadeur van Italië in België) è il capo della missione diplomatica della Repubblica Italiana nel Regno del Belgio.
Dal gennaio 2023 l'ambasciatrice d'Italia in Belgio è Federica Favi.

## Lista
| Dal           | Al            | Ambasciatore                               |
| ------------- | ------------- | ------------------------------------------ |
| 1851          | 1866          | Alberto Lupi di Montalto                   |
| 1866          | 1867          | Rodrigo Doria di Prelà                     |
| 1867          | 1871          | Giulio Camillo De Barral de Monteauvrand   |
| 1871          | 1876          | Alberto Blanc                              |
| 1876          | 1880          | Giulio Camillo De Barral de Monteauvrand   |
| 1880          | 1887          | Alessandro Fè d'Ostiani                    |
| 1887          | 1889          | Enrico Della Croce di Dojola               |
| 1889          | 1890          | Francesco De Renzis                        |
| 1890          | 1895          | Carlo Alberto Ferdinando Maffei di Boglio  |
| 1895          | 1903          | Romeo Cantagalli                           |
| 1903          | 1904          | Carlo Alberto Gerbaix de Sonnaz            |
| 1904          | 1910          | Lelio Bonin Longare                        |
| 1910          | 1914          | Francesco Bottaro-Costa                    |
| 1914          | 1919          | Francesco Carignani di Novoli              |
| 1919          | 1924          | Mario Ruspoli di Poggio Suasa              |
| 1924          | 1925          | Luca Orsini Baroni                         |
| 1925          | 1928          | Lazzaro Negrotto Cambiaso                  |
| 1928          | 1931          | Carlo Durazzo                              |
| 1931          | 1932          | Alberto Martin Franklin                    |
| 1932          | 1936          | Luigi Vannutelli Rey                       |
| 1936          | 1939          | Gabriele Preziosi                          |
| 1939          | 1940          | Vincenzo Lojacono                          |
| 1940          | 1947          | Giacomo Paulucci di Calboli                |
| 1947          | 1948          | Rino De Nobili di Vezzano                  |
| 1948          | 1952          | Pasquale Diana                             |
| 1952          | 1954          | Umberto Grazzi                             |
| 1954          | 1958          | Michele Scammacca del Murgo e dell'Agnone  |
| 1958          | 1961          | Sergio Fenoaltea                           |
| 1961          | 1962          | Pellegrino Ghigi                           |
| 1962          | 1965          | Alberico Casardi                           |
| 1965          | 1971          | Aldo Maria Mazio                           |
| 1971          | 1975          | Girolamo Pignatti Morano di Custoza        |
| 1975          | 1978          | Giacomo Trabalza                           |
| 1978          | 1981          | Fernando Natale                            |
| 1981          | 1985          | Alberto Cavaglieri                         |
| 1985          | 1992          | Giovanni Saragat                           |
| 1992          | 1994          | Emanuele Scammacca del Murgo e dell'Agnone |
| 1994          | 1999          | Francesco Corrias                          |
| 1999          | 2003          | Gaetano Cortese                            |
| 2003          | 2006          | Massimo Macchia                            |
| 2006          | 2010          | Sandro Maria Siggia                        |
| 2010          | 2012          | Roberto Bettarini                          |
| 2013          | 2015          | Alfredo Bastianelli                        |
| 2015          | 2017          | Vincenzo Grassi                            |
| 2017          | 2 aprile 2021 | Elena Basile                               |
| 2 aprile 2021 | gennaio 2023  | Francesco Genuardi                         |
| gennaio 2023  | In carica     | Federica Favi                              |